# Alfredo Piàn
Alfredo Pian (21. října 1912 Las Rosas, Santa Fé – 25. července 1990 Buenos Aires) byl argentinský automobilový závodník, účastník mistrovství světa Formule 1.

## Závodní kariéra ve F1
Jeho prvním a zároveň posledním působením ve F1 byla Grand Prix Monaka v roce 1950. Účastnil se jí pouze sobotním tréninkem, kde měl havárii se svým Maserati 4CLT/48 v týmu Scuderia Achille Varzi, bývalého jezdce světové úrovně a účastníka ME vozů F1, před druhou světovou válkou. Vůz Maserati byl čtyř válec s objemem 1500 cm³.
Podle oficiálních statistik formule 1 se však tento jezdec neuvádí, že by byl účastníkem závodu F1, protože již v sobotním tréninku havaroval a zlomil si kotník. Tím pro něj tento závod skončil dříve než začal. Jeho kvalifikační čas, kterým byl na 18 místě, by jej do závodu za normálních okolností pustil. Ve statistikách je veden s označením DNS – nestartoval.

## Vítězství
- ve F1 žádného nedosáhl

## Formule 1
- 1950 bez bodů

## Nemistrovské závody
- Grand Prix San Rema 1950
kvalifikoval se jako sedmý a dokončil na třetím místě,[3] pódium
- Grand Prix Buenos Aires 1955
dokončil na 15. místě se ztrátou 5 kol. Soukromý Maserati A6GCM řídil společně s J. Faraonim a Adolfo Schwelm Cruzem

## Nejlepší umístění na mistrovství světa F1
- 1950 DNS Grand Prix Monaka